# John Spencer-Churchill (10. książę Marlborough)
John Albert Edward William Spencer-Churchill (ur. 18 września 1897 w Londynie, zm. 11 marca 1972) – brytyjski arystokrata, najstarszy syn Charlesa Spencera-Churchilla, 9. księcia Marlborough i Consuelo Vanderbilt, córki amerykańskiego magnata kolejowego Williama Kissama Vanderbilta. Został ochrzczony 16 października 1897 r. w kaplicy St James’s Palace.

## Życiorys
Od urodzenia nosił tytuł markiza Blandfordu. Wykształcenie odebrał w Eton College. W 1914 wstąpił do 1st Life Guards w stopniu porucznika i wziął udział w I wojnie światowej. Po wojnie kontynuował naukę w Christ Church Uniwersytetu Oksfordzkiego. W 1934 odziedziczył po swoim ojcu tytuł księcia Marlborough i zasiadł w Izbie Lordów. W 1936 został zastępcą Lorda Namiestnika Oxfordshire oraz Strażnikiem Pokoju tego hrabstwa. W latach 1937–1942 był burmistrzem Woodstocku. W 1942 został awansowany na stopień podpułkownika. Został też odznaczony U.S. Bronze Star.
17 lutego 1920 w St Margaret’s Church w Londynie poślubił Alexandrę Mary Hildę Cadogan (ur. 22 lutego 1900, zm. 23 maja 1961), córkę Henry’ego Cadogana, wicehrabiego Chelsea i Mildred Sturt, córki 1. barona Alington. John i Alexandra mieli dwóch synów i trzy córki:
- Sarah Consuelo Spencer-Churchill (ur. 17 grudnia 1921), żona Edwina Russella, Guya Burgosa i Theodorusa Roubanisa, ma dzieci z pierwszego małżeństwa
- Caroline Spencer-Churchill (ur. 12 listopada 1923), żona majora Charlesa Waterhouse’a, ma dzieci
- Johna Spencera-Churchilla (ur. 13 kwietnia 1926), 11. księcia Marlborough
- Rosemary Mildred Spencer-Churchill (ur. 24 lipca 1929), żonę Charlesa Muira, mającą dzieci
- Charlesa George'a Williama Colina Spencera-Churchilla (ur. 13 lipca 1940), który ożenił się z Gillian Fuller, a następnie Elisabeth Wyndham i ma dzieci z drugiego małżeństwa.

Po śmierci pierwszej żony Marlborough ożenił się ponownie, 26 stycznia 1972, z Frances Laurą Charteris (ur. 10 sierpnia 1915, zm. 19 lutego 1990), córką kapitana Guya Charterisa i Frances Tennant, córki Francisa Tennanta. Małżeństwo to nie doczekało się potomstwa.
Książę zmarł w wieku 75 lat. Został pochowany w krypcie kaplicy w swej rodowej rezydencji, Blenheim Palace.